# Lijst van ministers van Buitenlandse Betrekkingen van de Duitstalige Gemeenschap
Dit is een lijst van ministers van Buitenlandse Betrekkingen in de regering van de Duitstalige Gemeenschap.

## Lijst
| Nr. | Minister | Minister                   | Partij | Partij | Begin            | Einde            | Regering(en)          | Bevoegdheid                                                                         |
| --- | -------- | -------------------------- | ------ | ------ | ---------------- | ---------------- | --------------------- | ----------------------------------------------------------------------------------- |
| 1   |          | Bruno Fagnoul (1936-2023)  |        | PFF    | 30 januari 1984  | 11 november 1986 | Fagnoul               | Buitenlandse Betrekkingen                                                           |
| 2   |          | Joseph Maraite (1949)      |        | CSP    | 11 november 1986 | 6 juli 1999      | Maraite I, II, III    | Internationale Relaties (van 19 januari 1994 tot 6 juli 1999 als bevoegde minister) |
| 3   |          | Karl-Heinz Lambertz (1952) |        | SP     | 6 juli 1999      | 26 juni 2014     | Lambertz I, II en III | Buitenlandse betrekkingen                                                           |
| 4   |          | Oliver Paasch (1971)       |        | ProDG  | 26 juni 2014     | heden            | Paasch I, II en III   | Minister-president                                                                  |